# Adam Uznański
Adam Tomasz Eustachy Uznański herbu Jastrzębiec (ur. 21 grudnia 1837 w Szaflarach, zm. 21 listopada 1903 tamże) – właściciel dóbr szaflarskich, badacz Tatr.

## Życiorys
W latach 1861–1862 zbudował pierwsze kąpielisko w Jaszczurówce. Odbywał wyprawy po Tatrach w celu mierzenia wysokości poszczególnych szczytów (około 1865). Od 1867 prowadził obserwacje meteorologiczne. Został członkiem Komisji Fizjograficznej Towarzystwa Naukowego Krakowskiego. W 1869 wydał opracowanie Dorzecze Białego Dunajca w Tatrach, a w 1889 artykuł Łoś w Tatrach. Był jednym z pierwszych działaczy Towarzystwa Tatrzańskiego, a w 1874 jego wiceprezesem. W PTT był postrzegany jako reformator i odegrał istotną rolę w walce o ograniczenie praw założycieli. Zorganizował budowę schroniska nad Morskim Okiem. Opiekował się też Szkołą Snycerską w Zakopanem.

## Rodzina
Był synem Tomasza Uznańskiego (1781–1848) i Honoraty Domaradzkiej herbu Ostoja (1797–1878). Miał dzieci z żoną, Lucyną Marią Żychlińską herbu Szeliga (1844–1921): Eustachego, Witolda, Alfreda (pracownika Ligi Narodów w Genewie), Józefa, Jerzego i Marię (późniejszą księżniczkę Sułkowską z Rydzyny).